# Theo Braun

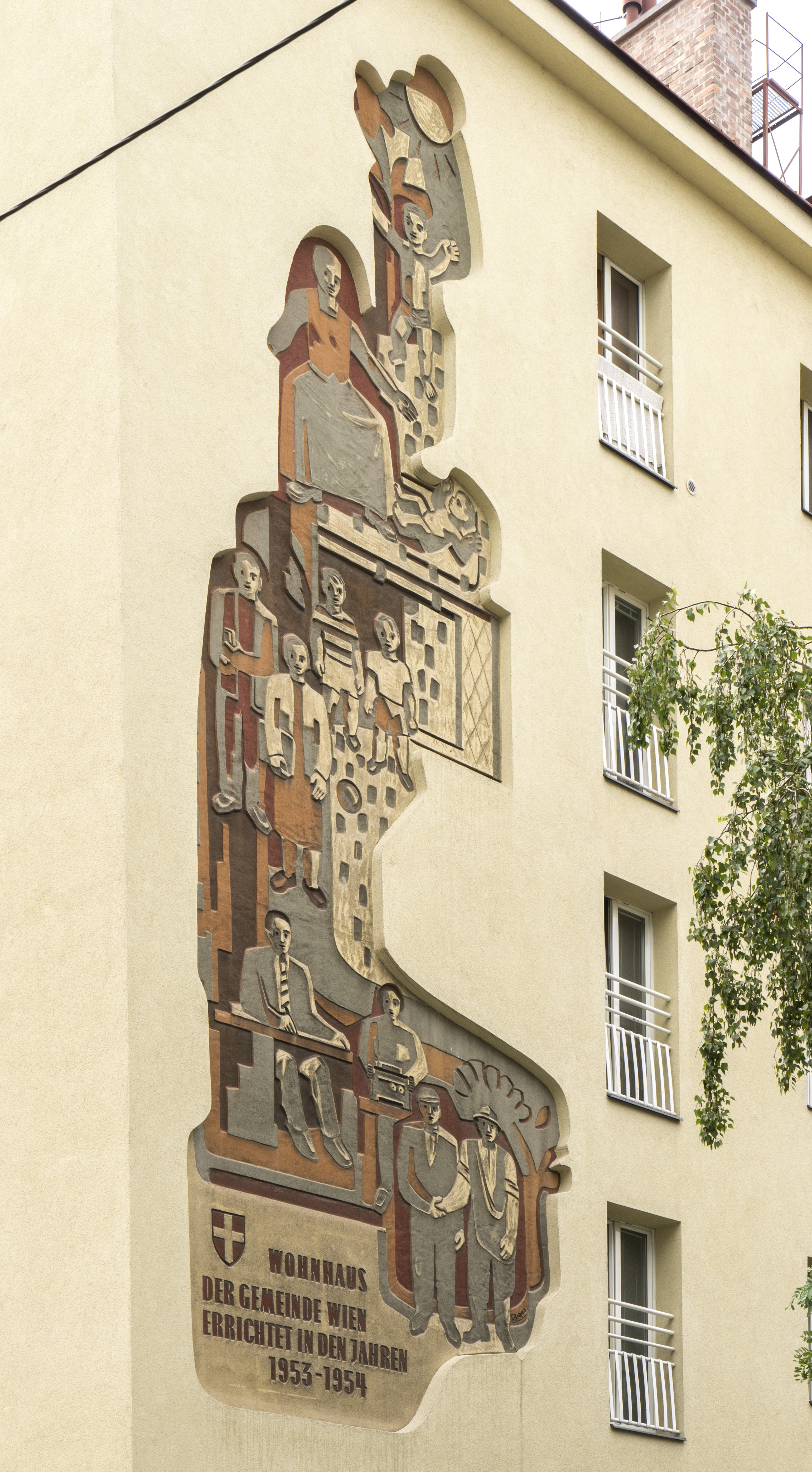
Sgraffito Aufbau, Wohnhausanlage Plunkergasse 4–12

Theo Braun (* 24. Dezember 1922 in Karbitz, Tschechoslowakei; † 1. Dezember 2006 in Brunn am Gebirge) war ein österreichischer Maler und Grafiker.

## Leben
Theo Braun studierte von 1939 bis 1941 an der Kunstgewerbeakademie in Dresden und von 1946 bis 1950 an der Akademie der bildenden Künste Wien. Zwischen 1949 und 1967 war Braun zunächst Assistent und dann Dozent an der Technischen Hochschule Wien (heute: TU Wien). Er lebte bis zuletzt in Brunn am Gebirge. Im Jahr 1959 war Theo Braun Teilnehmer der documenta 2 in Kassel in der Abteilung Grafik und der Biennale von Sao Paulo. 1976 wurde ihm der Kulturpreis des Landes Niederösterreich für Bildende Kunst verliehen.

## Arbeit
Braun malte sowohl abstrakte als auch gegenständliche Bilder und beschäftigte sich zudem mit den Möglichkeiten der Eisenradierung. Laut seiner Familie hatte er über 80 Einzelausstellungen und war bei 120 Ausstellungen auf allen Kontinenten beteiligt.